# Sansetsukon

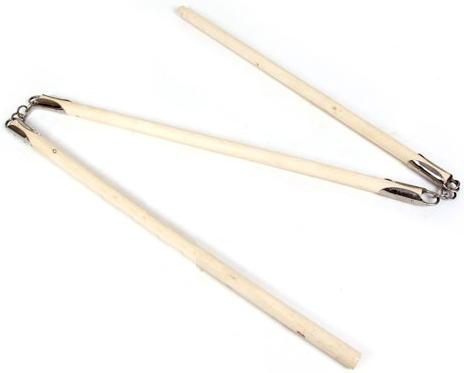
Sansetsukon.

El sansetsukon (del japonés: 三節棍 que signigfica vara de tres secciones), bastón triseccional, bastón triple, bastón de tres partes u originalmente sanjiegun (chino: 三截棍; Mandarín Pinyin: sān jié gùn; Jyutping: saam1 zit3 gwan3); y algunas veces nunchaku triple, es un arma marcial de China que consiste en tres varas de madera o de metal unidas con anillos de metal o sogas. El arma también se conoce como el "bastón del dragón enrollado", o en chino como el "pan long gun" (蟠龙 棍). Es una versión más complicada del bastón de dos secciones (nunchaku, las varas —que son más largas que las que suelen componer un nunchaku— se pueden hacer girar a cobrar un impulso causando un potente golpe, su articulación se puede utilizar para golpear por encima o alrededor de un escudo u otro tipo de bloqueo defensivo. Existe otra variante del nunchaku notablemente más pequeña que el sansetsukon denominada sanchaku. No obstante, este último nombre también se le suele otorgar al sansetsukon. En algunos países de habla hispana es conocido como barra triple. También se le conoce con el nombre de sam dan bong (coreano: 삼단봉)
El nunchaku (雙節棍 shuāng jié gùn, de origen chino) es un arma similar al sansetsukon, pero con dos varas en vez de tres. Por este motivo, para diferenciarlos el sansetsukon recibe el nombre de nunchaku triple, mientras que el nunchaku recibe el nombre de nunchaku doble.

## Historia y uso

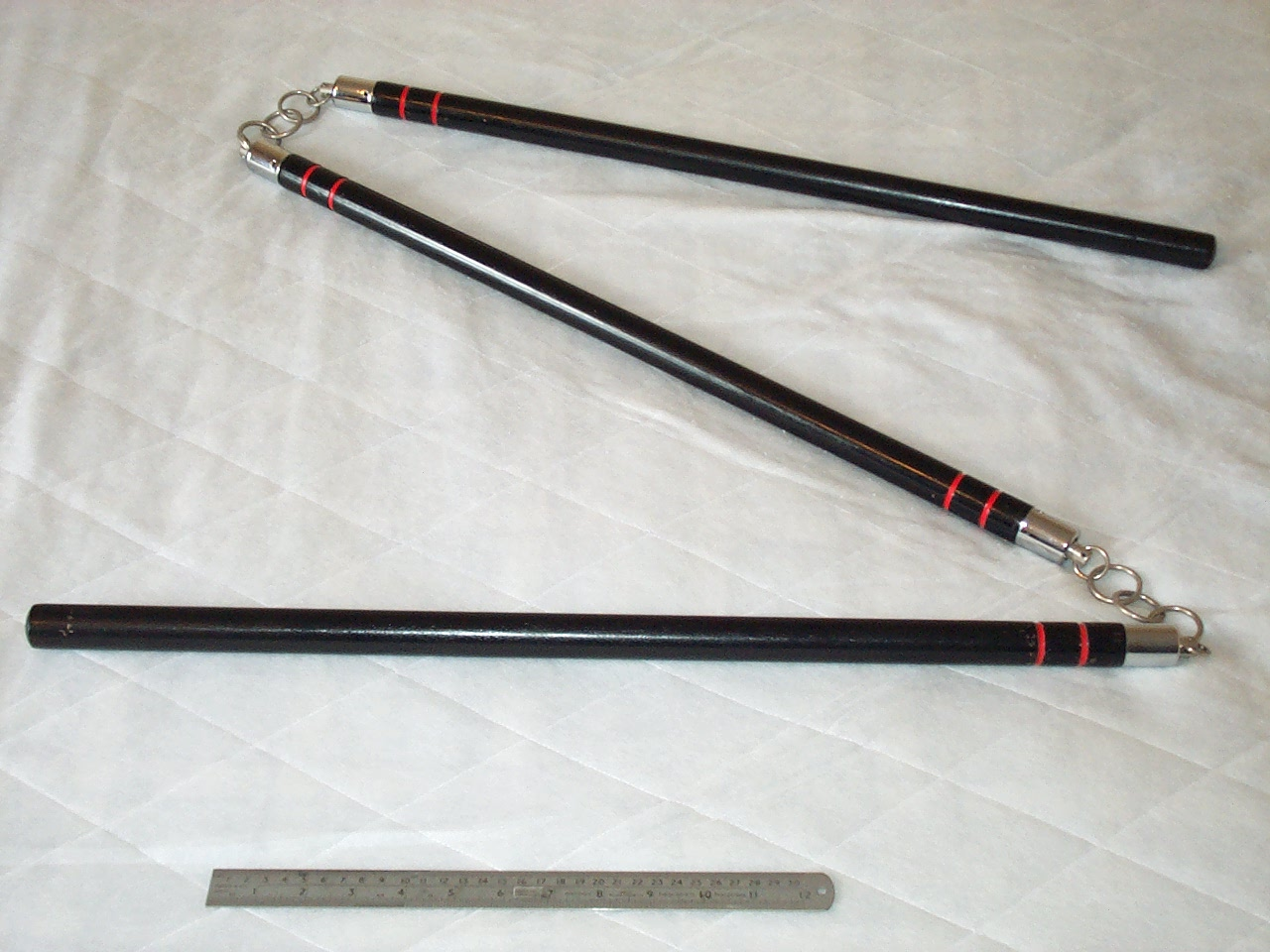

Se dice que el sansetsukon tuvo su origen en el Templo Honan del Maestro Sanda. Aunque no hay evidencia histórica que lo apoya, una leyenda popular de los estados modernos de hoy en día en que se hizo popular en Hong-Yin Chao, el primer emperador de la dinastía Song (960).
Históricamente fueron de roble blanco, madera encerada o arce rojo chino, las varas modernas se construyeron a partir de la caña india, bambú, varias maderas duras o aluminio. Para un ajuste óptimo, las varas de los extremos deben ser aproximadamente de la longitud del brazo del combatiente (generalmente de 60 centímetros a 70 centímetros), mientras que la del centro debe ser algo más pequeña. Además, deben tener un diámetro combinado para caber perfectamente en la palma de la mano (por lo general alrededor de 32 milímetros). Estos están conectados por cadenas de anillos (por lo general de 127 milímetros); versiones modernas utilizan articulaciones de esferas y conectadas. 
La longitud total del arma es de aproximadamente el mismo que el bastón chino, el gùn y mayor que la del bastón único conocido en japonés como un bō; su mayor tamaño permite un mayor alcance en comparación con el arma japonesa. Algunas de las técnicas son similares a la del bastón, se mueve girándola sobre la cabeza y detrás de la espalda, similares a los giros de la hélice de un helicóptero y giro del cuello, pueden ser practicadas con un bastón regular. Otras técnicas del sansetsukon hace uso de movimientos similares a la par de escrima, una cadena corta y simple, un látigo y el bastón de dos secciones. Por tanto, es ventajoso para que el usuario tenga alguna familiaridad con estas armas. El sansetsukon tiene la ventaja de ser utilizado como un arma de largo alcance (látigo), de alcance intermedio (mayal o bastón de dos secciones) o de corto alcance (par de escrima). Actuando como una extensión de los brazos del usuario, las tres varas pueden golpear, bloquear, ahogar, atrapar, desarmar y azotar, a menudo con diferentes secciones del personal que actúan al mismo tiempo. Las cadenas o sogas vinculadas al bastón se utilizan para enredar a un oponente y a sus armas. Si bien cuenta con tres intervalos de tiempo, con el sansetsukom es preferible utilizarlo como un arma de corto alcance contra las armas a larga distancia. En esta configuración, un practicante experto puede casi al mismo tiempo lograr bloquear a su opositor, atrapar su arma y desarmarlo durante la ejecución de su propio golpe con la parte libre del bastón. 
Mientras que algunos artistas marciales han sostenido que el sansetsukon se utilizó en el campo de batalla para enredar las piernas de los caballos o atacar alrededor de los escudos, la complejidad de las armas y la longitud, la facilidad de uso, la falta de puntas o bordes afilados y otras ventajas de como armas de guerra tradicional como las lanzas, armas de asta (como el yan yue dao), espadas, etc. significaban que con el sansetsukon era más probable restringir al oponente de autodefensa. 
Un defecto importante en las armas con cadena en general es la falta de control. A intervalos de largo y medio tiempo, el ataque de un sanjiegun no termina un impacto en retroceso, incluso los más grandes maestros de artes marciales deben utilizar un tiempo valioso para recuperar el control de sus armas. Debido a la longitud de las secciones del bastón en relación con la longitud de unirse a las cadenas, el arma sufre menos la falta de control que otras armas con cadena más flexibles. En el modo corto alcance que no hay problemas de control debido a que las secciones uno y tres pueden estar firmemente en las manos y la segunda sección es incapaz de moverse de forma independiente. El entrenamiento con el sansetsukon es particularmente difícil porque es un arma de modo para varios complejos y no se recomienda para principiantes.  Las versiones recubiertas de espuma se venden para ayudar en el entrenamiento, pero los golpes recibidos de los extremos con el retroceso son relativamente raros. En su lugar, el peligro mayor es el impacto doloroso de las cadenas o las partes metálicas del bastón donde las cadenas estén ancladas a en las manos del usuario. Esto ocurre cuando el bastón no está bien utilizado en el modo de corta distancia y las posiciones relativas de las secciones de personal se cambian rápidamente, que actúan como un fuerte impedimento para los usuarios distraídos. Sin embargo, los profesores automotivados encontrarán que el sansetsukon y otras armas flexibles serán más fácil de aprender con eficacia. Esto se debe a que las armas flexibles proporcionan la reacción inmediata al usuario. Cuando se utiliza de forma inadecuada, ya sea incluso armas flexibles, influirán en que no sea el objetivo deseado, puesto que el usuario perderá el equilibrio o, siendo de otra manera, obviamente, el control. A través del entrenamiento, la técnica puede ser perfeccionada. Por lo contrario, las armas fijas a menudo pueden ser utilizadas incorrectamente por algún momento debido a que proporcionan poca o ninguna reacción.
Los extremos del sansetsukon son débiles pero pueden ser reemplazados con madera similar de espesor duro de peso similar a las otras partes. 
El sansetsukon fue llevado a Okinawa desde la provincia de Fujian por Shinko Matayoshi quien lo incorporó en el Matayoshi kobudō con dos katas (sansetsukon dai ichi, sansetsukon dai ni) a partir de 1935. El sansetsukon de kobudō tiene normalmente varas más cortas (normalmente de 50 a 60 centímetros), pero son más gruesas (unos 4 a 5 centímetros de diámetro). No se debe confundir con el san bon nunchaku (三本ヌンチャク).

## En cultura popular
- En la película de los Hermanos Shaw, The 36th Chamber of Shaolin, el personaje de Gordon Liu es representado como haber inventado el sanjiegun.
- El personaje de Jet Li como Huo Yuanjia en la película Fearless usa un sanjiegun en su último encuentro.
- En el anime Bleach, la zanpakutou del personaje Ikkaku Madarame, al ser liberada, adopta la forma de un Sansetsukon con una hoja en el extremo.
- En la OVA Shin Hokuto no Ken, uno de los bonzos Hokumon usa el arma.
- En el juego Suikoden V, el personaje principal, el príncipe de Falena usa un Sansetsukon rojo con el tipo de tri-nunchaku y el nombre (en forma definitiva) Sun Nunchaku.
- En la serie de 2007, Jūken Sentai Gekiranger de Super Sentai Series, el arma de lucha cuerpo a cuerpo de Geki Tohja es el Setsukon Geki, formado a partir de las colas de las tres bestias Geki.[3]
- En el juego Dynasty Warriors 6, el personaje Wu Ling Tong usa un sanjiegun o sansetsukon para pelear. Sin embargo, en la quinta y séptima entrega, usa un nunchaku. Hace referencia en este sitio web para más información.
- En ambas series de juegos de pelea, Fatal Fury y King of Fighters, el personaje Billy Kane usa un sansetsukon como arma personal.
- En Martial Champion de Konami, Goldor usa un Sansetsukon como arma.
- En Suikoden 2 de Konami, Nanami, la hermana del personaje principal, usa esta arma.
- En el capítulo 25 del anime Rurouni Kenshin, Shura la pirata pelea con Kenshin utilizando un sansetsukon, que al final es destruido, ganando Kenshin el enfrentamiento entre ambos.
- En el anime Nanatsu no Taizai, el personaje Ban usa una sansetsukon como arma principal.
- En el anime Jujutsu Kaisen varios personajes usan un sansetsukon bajo el nombre de "Nube Itinerante"
- En el anime y manga Saint Seiya la armadura dorada del Santo de Libra posee 2 sansetsukon, así como otras armas.